# Lake Lure
Lake Lure è una città nella Contea di Rutherford nella Carolina del Nord. Secondo la stima del 2008 la città aveva una popolazione di 1.012 abitanti. Lake Lure fu incorporata nel 1927, e diventò proprietaria del lago dopo che questo fu chiamato come la città, nel 1965.

## Geografia fisica
Secondo l'United States Census Bureau, la città sorge su un'area di 38,3 km², dei quali, 35,2 km² di terraferma e 3,1 km² di acque interne.

## Società

### Evoluzione demografica
Secondo il censimento del 2000, in città vi erano 1.027 abitanti, 495 abitazioni e 359 famiglie. La densità di popolazione era di 29.2 abitanti per km². Dal punto di vista razziale vi era il 97.27% di bianchi, l'1.46% di uomini di colore, lo 0.29% di asiatici, lo 0.19% di Nativi Americani e lo 0.78% di abitanti appartenenti a due o più razze.
Secondo lo stesso censimento, il 10.4% degli abitanti aveva un'età inferiore a 18 anni, il 3.2% un'età compresa fra i 18 e i 24 anni, il 14.1% fra i 25 e i 44 anni, il 35.9% fra i 45 e i 64 anni e il 36.3% 65 anni o più. L'età media era di 59 anni. Per ogni 100 donne vi erano 103.0 uomini. Per ogni 100 donne con 18 anni o più vi erano 102.6 uomini.
Il reddito medio annuo familiare era di 45 833 $. Il reddito medio procapite era di 39 464$ per gli uomini e 23 333$ per le donne.

## Storia
Nel 1902, il Dr. Lucius B. Morse e i suoi fratelli Hiram e Asahel acquistarono un'area di 1.6 km² nei pressi di Chimney Rock per $5.000. In seguito allargarono i loro possedimenti acquistando altri appezzamenti di terreno, portando così i loro possedimenti ad una superficie totale di 32 km².
Nel 1925, la famiglia Morse creò la Carolina Mountain Power Company e iniziò la costruzione di una diga sul Broad River che col tempo creò il lago di Lake Lure. Il pieno riempimento del lago fu ultimato nel 1927. A livelli normali l'acqua del lago copre circa 2,9 km² ed ha una linea di costa di circa 43 km. L'impianto per la produzione di energia dalla diga entrò in funzione nel 1928 e fu firmato un contratto con una società distributrice di energia elettrica, la Blue Ridge Power & Co., per una durata di circa 10 anni.
L'impianto si fermò, nel 1929, con l'avvento della Grande depressione. Un creditore di ipoteca, la Stroud & Company di Philadelphia, impedì il riscatto dell'ipoteca sul lago e sulla diga. La Stroud diventò proprietaria del lago, della diga e dell'energia prodotta da essa fino al 1965. Nel 1963 la North Carolina General Assembly emanò un decreto che autorizzava la città di Lake Lure ad emettere obbligazioni di reddito per acquistare i beni dalla Stroud. La diga, la società elettrica e i beni immobili di Lake Lure furono acquistati, nel 1965, dalla città di Lake Lure.
Ancora oggi la città continua a vendere l'energia prodotta dalla diga alla Duke Energie, anche se i profitti ricavati dalla vendita vengono utilizzati per mantenere stabile il livello dell'acqua del lago.